# Medi-Globe
Die Medi-Globe Group ist ein Unternehmenszusammenschluss von weltweit tätigen Unternehmen aus den Bereichen Gastroenterologie, Urologie und Pneumologie, die ein Medizintechnik-Produktportfolio in erster Linie für den klinischen Bedarf, aber auch für die Versorgung im ambulanten Bereich und dem Homecare-Segment anbieten. Hauptsitz der Unternehmensgruppe ist Rohrdorf OT-Achenmühle in Oberbayern.

## Unternehmensstruktur
Gegründet wurde der Medi-Globe-Konzern 1990 in Irvine, Kalifornien/USA. Wenige Jahre später wurde der Firmenzentrale in das oberbayerische Rohrdorf OT Achenmühle verlagert. Insgesamt beschäftigt die Medi-Globe Group ca. 690 Mitarbeiter an 20 Betriebsstätten. Seit 2016 ist die Londoner Beteiligungsgesellschaft Duke Street Mehrheitseigentümerin der Medi-Globe Group, wobei die zugehörigen Unternehmen als eigenständige Kapitalgesellschaften agieren, die von der Holding Medi-Globe Technologies GmbH verwaltet werden. Duke Street führt die Unternehmensgruppe im Eigentum der Gesellschaft DS Rose Investment Holding GmbH, die wiederum als Tochterunternehmen in den Konzernabschluss der DS Rose HoldCo Prime GmbH einbezogen ist.
Die Medi-Globe Group vertrieb im Jahr 2019 Produkte in über 120 Ländern und erzielte damit einen Jahresumsatz von mehr als 130 Millionen Euro. Neben dem Hauptsitz in Bayern und einem Logistikzentrum in Velen (NRW) gibt es Niederlassungen und Produktionsstätten in Frankreich, Tschechien, Brasilien, Hongkong, Österreich und Kroatien. Darüber hinaus kooperiert die Medi-Globe Group international mit Handelspartnern.

## Divisionen
Die Unternehmen der Medi-Globe Group entwickeln und produzieren minimalinvasive Einmalprodukte für Diagnostik und Therapie sowie für die ableitende Inkontinenzversorgung. Kunden sind vor allem Kliniken und Praxen.
Die Urotech GmbH (gegründet 1989) und die Urovision GmbH (gegründet 1997) gehören seit 2001 bzw. 2002 zur Unternehmensgruppe und bieten Produkte sowie Services für die Urologie an. Der Fokus der beiden in Rohrdorf OT Achenmühle ansässigen Firmen liegt auf den Kategorien Nephrostomie, Steinbehandlung, suprapubische Harnableitung und Urodynamik. Während Urotech stärker auf die Entwicklung von Produkten für die Therapie von Steinerkrankungen fokussiert ist, konzentriert sich die uroVision auf Produkte für den Homecare Bereich.
Auf Produkte und Services für die Gastroenterologie und Pulmologie spezialisiert sind die Unternehmen Medi-Globe GmbH (seit 1996 zum Konsortium gehörend), Endo-Flex GmbH (gegründet 1984, seit 1998 zur Unternehmensgruppe gehörend) sowie die in Frankreich ansässige Asept Inmed (gegründet 1991, seit 2000 zur Unternehmensgruppe gehörend). Mit unterschiedlichem Schwerpunkt bieten die drei Unternehmen medizinische Instrumente und Zubehör für die flexible Endoskopie an. Dazu zählen Sonderanfertigungen und Produktinnovationen wie das 2019 entwickelte EUS- und EBUS Biopsie-Feinnadelsystem SonoTip TopGain. Zusätzliche Indikationsbereiche sind Stenose-Management, Hämostase, Papillotomie, Polypektomie und die Steinentfernung.